# Torrecilla de los Ángeles
Torrecilla de los Ángeles est une commune de la province de Cáceres dans la communauté autonome d'Estrémadure en Espagne.